# Rapport sur la sécurité du produit cosmétique
 (avril 2022).
La mise en forme du texte ne suit pas les recommandations de Wikipédia : il faut le « wikifier ».
Les points d'amélioration suivants sont les cas les plus fréquents :
- Les titres sont pré-formatés par le logiciel. Ils ne sont ni en capitales, ni en gras.
- Le texte ne doit pas être écrit en capitales (les noms de famille non plus), ni en gras, ni en italique, ni en « petit »…
- Le gras n'est utilisé que pour surligner le titre de l'article dans l'introduction, une seule fois.
- L'italique est rarement utilisé : mots en langue étrangère, titres d'œuvres, noms de bateaux, etc.
- Les citations ne sont pas en italique mais en corps de texte normal. Elles sont entourées par des guillemets français : « et ».
- Les listes à puces sont à éviter, des paragraphes rédigés étant largement préférés. Les tableaux sont à réserver à la présentation de données structurées (résultats, etc.).
- Les appels de note de bas de page (petits chiffres en exposant, introduits par l'outil «  Source ») sont à placer entre la fin de phrase et le point final[comme ça].
- Les liens internes (vers d'autres articles de Wikipédia) sont à choisir avec parcimonie. Créez des liens vers des articles approfondissant le sujet. Les termes génériques sans rapport avec le sujet sont à éviter, ainsi que les répétitions de liens vers un même terme.
- Les liens externes sont à placer uniquement dans une section « Liens externes », à la fin de l'article. Ces liens sont à choisir avec parcimonie suivant les règles définies. Si un lien sert de source à l'article, son insertion dans le texte est à faire par les notes de bas de page.
- La présentation des références doit suivre les conventions bibliographiques. Il est recommandé d'utiliser les modèles {{Ouvrage}}, {{Chapitre}}, {{Article}}, {{Lien web}} et/ou {{Bibliographie}}. Le mode d'édition visuel peut mettre en forme automatiquement les références.
- Insérer une infobox (cadre d'informations à droite) n'est pas obligatoire pour parachever la mise en page.

Pour une aide détaillée, merci de consulter Aide:Wikification.
Si vous pensez que ces points ont été résolus, vous pouvez retirer ce bandeau et améliorer la mise en forme d'un autre article.
Le rapport sur la sécurité du produit cosmétique, ou RSPC, est un des composants principaux du dossier d’information produit et a pour objectif d'évaluer la sécurité d'un produit cosmétique. C'est une exigence obligatoire de l'annexe I du règlement cosmétique 1223/2009.

## Composition
Le RSPC se divise en deux parties au minimum : la partie A (information sur la sécurité) et la partie B (évaluation de la sécurité) qui doit être menée par un toxicologue assermenté.

### Partie A: Information sur la sécurité
La partie A est destinée à collecter les nombreuses données nécessaires pour l’évaluation de la sécurité du produit. Elle contient au minimum les dix informations suivantes concernant le produit cosmétique :
- ses formules quantitative et qualitative
- ses caractéristiques physiques / chimiques et données de stabilité
- sa qualité microbiologique
- ses impuretés, traces, et informations concernant le matériau d’emballage[3]
- son utilisation normale et raisonnablement prévisible
- ses données d’exposition
- les données relatives à ses substances
- le profil toxicologique de ses substances
- ses effets indésirables (EI) et effets indésirables graves (EIG)
- toute autre information jugée pertinente[4]

### Partie B: Évaluation de la sécurité
La partie B constitue l’évaluation détaillée de la sécurité du produit cosmétique. L’évaluateur de sécurité qualifié prend en compte la totalité des informations de la partie A, vérifie leur complétude et leur pertinence, et a pour but de prouver l'innocuité du produit. Cette partie est composée : 
- des conclusions de l’évaluation de sécurité
- des avertissements et instructions d’utilisation figurant sur l’étiquette
- du raisonnement scientifique
- des références de la personne chargée de l’évaluation et approbation de la partie B[1]

## Mises à jour
Selon le règlement cosmétique, le développement des produits doit être mené en prenant en compte toutes les données scientifiques disponibles, comprenant les avancées des connaissances mais aussi le progrès technique. Par conséquent, le RSPC nécessite des mises à jour en continu, y compris après la commercialisation, dans le cas où de nouvelles informations sont disponibles.